# 松浦靖

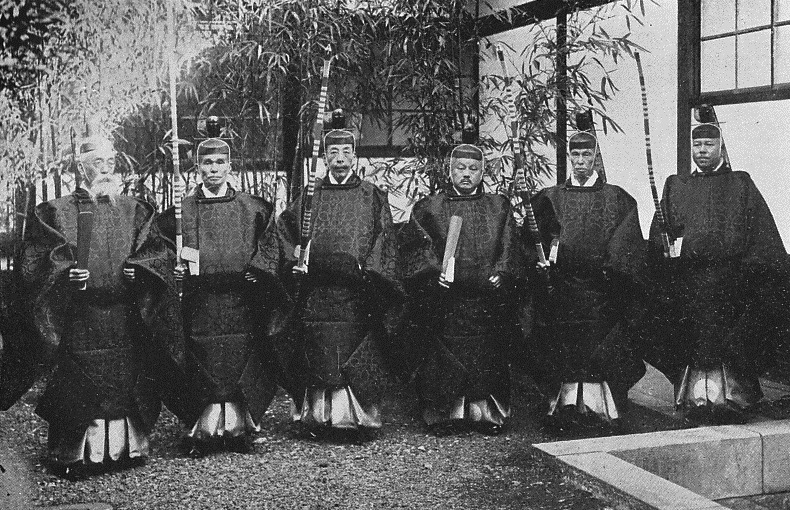
明仁親王誕生時に行われた読書鳴弦の儀奉仕員（左より市村瓚次郎、有馬良橘、大給近孝、辻善之助、松浦靖、細川立興）

松浦 靖（まつら はかる、1866年5月10日（慶応2年3月26日）- 1943年（昭和18年）1月29日）は、明治から昭和前期の陸軍軍人、華族。陸軍歩兵中佐、子爵。位階および勲等は正二位・勲二等。

## 経歴
平戸藩主・松浦詮の二男として生まれる。1890年（明治23年）11月、旧平戸新田藩主・松浦家当主、松浦美起子の入夫となり、同年12月1日、家督を相続し、同月26日、子爵を叙爵した。
1884年（明治17年）6月、陸軍予科士官生徒となり、1885年（明治18年）8月、陸軍士官学校に入学（旧11期）。1889年（明治22年）7月26日、陸軍歩兵少尉に任官し歩兵第3連隊付となる。日清戦争に第1師団に属して出征。1898年（明治31年）10月、歩兵大尉となり歩兵第38連隊中隊長に就任。日露戦争に出征し、1904年（明治37年）10月、歩兵少佐に進んだ。1905年（明治38年）近衛歩兵第1連隊第1大隊長に就任。1911年（明治44年）9月20日、歩兵中佐に昇進し、侍従に任じられた。その後、宮内省御用掛を務めた。
1943年（昭和18年）1月29日薨去。享年78。
死去につき天皇・皇后・皇太后から祭資、幣帛が下賜された。
墓所は松浦家菩提寺である本所の天祥寺。戒名は乾徳院殿箕山清秀大居士。

## 親族
- 先妻：松浦美起子（松浦豊長女、離縁）[1]
- 後妻：松浦節子（さだこ、久我通久二女）[1]
- 長男：松浦治（子爵）[1]
- 長女：松浦董子（ただこ、久邇邦久夫人・死別）[1]